# Charles Michels (metrostation)
Charles Michels is een station van de metro in Parijs langs metrolijn 10 in het 15e arrondissement.
Het station is genoemd naar de in 1941 gefusilleerde communist Charles Michels.
Boulogne - Pont de Saint-Cloud · 
Boulogne - Jean Jaurès · 
Porte d'Auteuil · 
Michel-Ange - Auteuil · 
Église d'Auteuil · 
Michel-Ange - Molitor · 
Chardon-Lagache · 
Mirabeau · 
Javel - André Citroën · 
Charles Michels · 
Avenue Emile Zola · 
La Motte-Picquet - Grenelle · 
Ségur · 
Duroc · 
Vaneau · 
Sèvres - Babylone · 
Mabillon · 
Odéon · 
Cluny - La Sorbonne · 
Maubert - Mutualité · 
Cardinal Lemoine · 
Jussieu · 
Gare d'Austerlitz